# عبد الله فالح السعدون
عبد الله بك بن فالح السعدون (1884 - تموز 1952) سياسي عراقي وشيخ لعشيرة آل سعدون، وُلدَ في لواء المنتفق ونشأ في كنَف أبيه فالح السعدون، واشترك عبد الله قائداً، في معركة الشعيبة في 12 نيسان سنة 1915، لمحاربة الإنكليز بعد غزوهم العراق سنة 1914م، قال باقر الصراف "كانت مائدة عبد الله الفالح السعدون تطعم ثلاثة آلاف مجاهد ومسافر وأعرابي، يومياً وفي كل وجبة طعام ابتغاء مرضاة الله والعمل في سبيل محاربة الكفار ومحاولة صدّ الغزاة عن أرض العراق"، واشترك في العمل السياسي لاستقلال العراق من الانتداب الإنكليزي، رافضاً الخضوع للسلطة المحتلة، وانتخب نائباً عن البصرة من تموز سنة 1925 حتى 1928م.

## أسرته
والدته اسمه ليلوة بنت منصور باشا، وله من الأبناء نجم. ومحمد وكان سياسياً،

## مكانته
كان عبدُ الله شيخاً لبيت ناصر، الذين هم ذرية ناصر السعدون، وبسبب انتسابه إلى ناصر، كان عبد الله يعتبر نفسه أميراً للمنتفق، وكان أكثر المنتفق يُقرّون له بأنه شيخ المنتفق لأنه وارث للمشيخة من جده ناصر باشا، وكان قليل من المنتفق يرون أن عجمياً السعدون ابن عمّ عبد الله هو الأولى بالمشيخة، أما عجمي نفسه فكان يرى أنه شيخ المنتفق في غرب الفرات وأن عبد الله باشا هو شيخ المنتفق في ما بين دجلة والفرات في لواء المنتفق، وذُكر في تقرير للاحتلال الإنكليزي سنة 1919م أن عبد الله باشا وسيم ودود سخيّ مثالٌ لنبلاء العرب، فخور جداً بنسبه، يحبّه أبناء العشائر، وذكر في التقرير أنه حين استسلم عبد الله للاحتلال الإنكليزي في شباط سنة 1918م رفضَ أن يقبل إعانات مالية من حكومة الإنكليز الذين كانوا حجزوا كلّ أملاكه في المعامر وغيرها في 7 نيسان سنة 1917م يومَ أصدر الميجر هاملتن الحاكم العسكري الإنكليزي قراراً يمنع كل السراكيل والفلاحين العاملين أن يدفعوا مَلّاكية أراضي عبد الله باشا وأخيه عبد الكريم وابن خاله عجمي.

## ما بعد السجن
خرجَ عبد الله السعدون من السجن في أيار سنة 1933م، واعتزلَ الحياة العامة وانشغل في إدارة أملاكه بالبصرة حتى توفي بها في تموز سنة 1952، وكان يسكن في منطقة أبو حلانة جنوب مدينة الناصرية، وله مضيف في أبي الخصيب بالبصرة، وفي أثناء الغزو والاحتلال الإنكليزي للعراق، أجبرَ الإنكليزُ عبدَ الله على الإقامة بالبصرة فاختار أن يسكن في كتيبان بعد معركة الكوت (1917)، ولم يكن عبد الله محباً للسكن في المدن بل كان يعجبه العيش في الصحراء، ومن ذلك كان له بيت على ضفة بحيرة الحمّار، قريبة من سكة قطار الناصرية إلى البصرة، وكان أولاده وأقاربه حينئذٍ في البصرة والناصرية والبطحا والزبير.

## كفاءة النسب
في 7 تشرين الثاني سنة 1931، دخلَ عبد الله بن فالح السعدون في أثناء الدوام الرسمي مكتبَ عبد الله بن أحمد باشا الصانع الذي كان المدير العام لوزارة الداخلية فتجادل عبد الله السعدون مع عبد الله الصانع، فقتله عبد الله السعدون هناك، وذلك لأن عبد الله الصانع كان صديقاً لآل سعدون، وأراد أن يتزوّجَ من بنت عبد المحسن السعدون مِن العشيرة التي ينتسب إليها عبد الله السعدون، فعارضه السعدون فتزوجها الصانع فقتله عبد الله السعدون لأن عبد الله بن أحمد الصانع غير كفء في عُرف شيوخ آل سعدون، فحكمت عليه المحكمة بالإعدام، فاستأنف عبد الله السعدون داعياً إلى تخفيف الحكم عنه لأن عبد الله الصانع تزوج من ابنة المتوفى عبد المحسن السعدون، بالرغم من اعتراض عشيرة السعدون على الزواج، وبذلك تستحق القضية أن تحال إلى فصل عشائري، فقبلت المحكمة استئناف السعدون، فخففت الحكم في كانون الثاني سنة 1932 فصار 5 سنوات، فلبث في السجن حتى شهر أيار سنة 1933م حين أُفرجَ عنه، بعد أن عفا عنه الملك فيصل الأول لاعتبارات قبَلية، قال إبراهيم خليل العلاف في مقالته (قصة مصرع عبد الله الصانع مدير الداخلية العام) "لا بد من الاشارة الى ان عبد المحسن السعدون نفسه كان متزوجاً من امرأة تركية متحضرة وانها كانت تتـأفف من أهله وتكره زيارتهم، مهما يكن الأمر؛ فإن عبد الله الصانع، استطاع وبدعم وتأييد من الملك فيصل الأول أن يخطب الفتاة من أمها، وقد وافقت وحدد موعد الزفاف والزواج، لكن آل السعدون او لنقل عدد من زعمائهم سارعوا لمنع الزواج وأرسلوا وفدين الى الملك فيصل الاول ليطلبوا منه التدخل، فشل الوفد الاول في مهمته، وكان الوفد الثاني بقيادة الشيخ ثامر بك السعدون والشيخ ضاري بك السعدون وقد استقبلهم الملك لكن المقابلة شابها بعض الغلظة في الكلام وسمع الملك كلمات عدها تهديدا بالقتل للصانع وللبنت فغضب الملك وانهى اللقاء واتهمهم بتحدي السلطة والتطاول عليها."، قال عباس البغدادي في كتابه (بغداد في العشرينات) إن السعدون والصانع "تلاسنا في الدائرة واضطر فالح السعدون إلى قتل الصانع واحتارت الحكومة في الامر، فالقاتل والقتيل في مركزيـن كبيرين عشائري وحكومي، وانتهت القضية عشائرياً ودخل السعدون للسجن مكرماً، ولمركزه وكبَر سنّهِ فقد أصدر الملك فيصل الأول عفـواً خاصـا بعـد قضائه مدة يسيرة في السجن وصدور تقرير طبي مـن لجنـه طبيـة بأن حالته الصحية لا تسمح له بالبقاء في السجن". وقد انتقلت بنت عبد المحسن السعدون إلى سورية حيث سكنت هناك مع والدتها.